# Atrichornithidae
Atrichornis
Famille
Genre
Atrichorne est le nom que la nomenclature aviaire en langue française (mise à jour) donne à 2 espèces d'oiseaux qui constituent le genre Atrichornis, de la famille monogénérique des Atrichornithidae (ordre des Passeriformes). Ce sont :
- Atrichorne bruyant - Atrichornis clamosus (Gould, 1844) - Noisy Scrubbird
- Atrichorne roux - Atrichornis rufescens (E. P. Ramsay, 1867) - Rufous Scrubbird

Ce sont des petits oiseaux (de 17 à 23 cm) en grande partie terrestres, très discrets. Ils ont les ailes courtes et arrondies, la queue large et assez longue, souvent dressée. Leurs pattes sont longues et puissantes et les cuisses musclées.
Ils vivent dans de Sud-Ouest et l'Est de l'Australie, dans les sous-bois denses des broussailles, des fourrés et des forêts.

### Famille Atrichornithidae
- (en) Zoonomen Nomenclature Resource (Alan P. Peterson) : Atrichornithidae
- (en) Tree of Life Web Project : Atrichornithidae
- (en) Catalogue of Life : Atrichornithidae (consulté le 6 avril 2023)
- (fr + en) ITIS : Atrichornithidae
- (en) Animal Diversity Web : Atrichornithidae
- (en) UICN : taxon  Atrichornithidae  (consulté le 6 janvier 2023)
- (fr + en) CITES : famille Atrichornithidae (sur le site de l’UNEP-WCMC)

### GenreAtrichornis
- (en) Zoonomen Nomenclature Resource (Alan P. Peterson) : Atrichornis  dans Atrichornithidae
- (en) Catalogue of Life : Atrichornis Stejneger, 1885 (consulté le 11 décembre 2020)
- (fr + en) ITIS : Atrichornis  Stejneger, 1885
- (en) Animal Diversity Web : Atrichornis
- (en) NCBI : Atrichornis (taxons inclus)
- (en) UICN : taxon  Atrichornis  (consulté le 6 janvier 2023)
- (fr + en) CITES : genre Atrichornis (sur le site de l’UNEP-WCMC)